# UEFA Women’s Champions League 2011/12

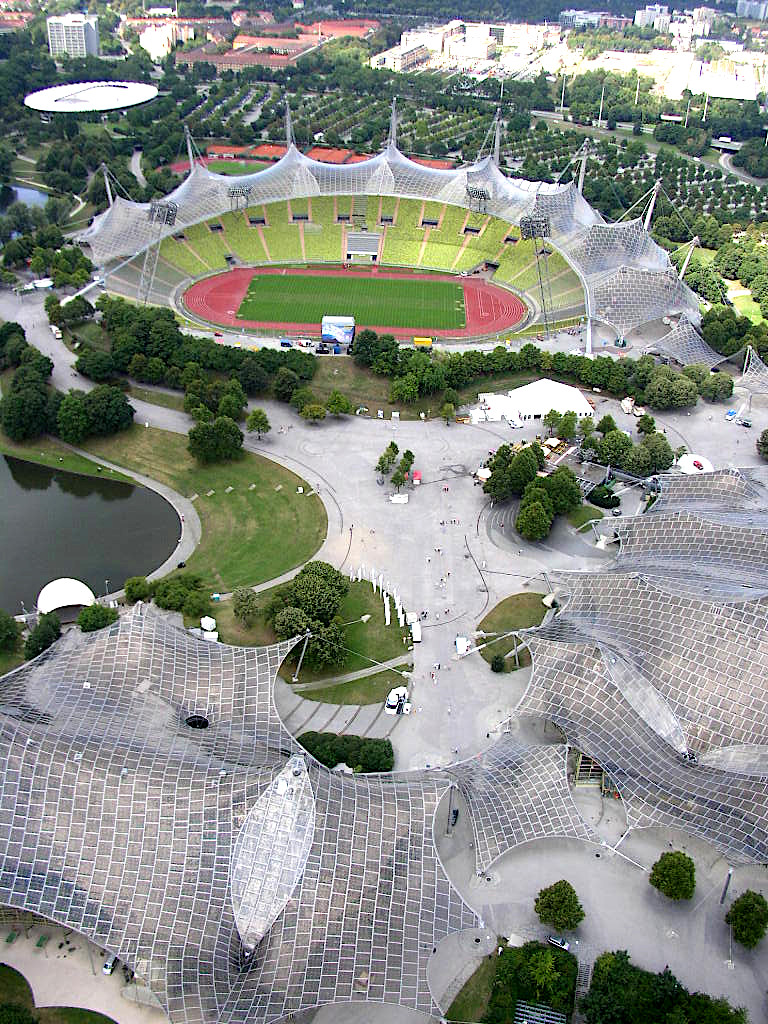
Das Münchner Olympiastadion – Austragungsstätte des Endspiels

Die UEFA Women’s Champions League 2011/12 war die elfte Ausspielung des europäischen Meisterwettbewerbs für Frauenfußballvereine und dritte unter dieser Bezeichnung. 54 Mannschaften aus 46 Ländern spielten um den Titel. Der Wettbewerb begann mit den ersten Spielen der Qualifikationsrunde am 11. August 2011 und endete mit dem Finale am 17. Mai 2012 im Olympiastadion München. Olympique Lyon konnte mit einem 2:0 gegen den 1. FFC Frankfurt vor der Rekordkulisse von 50.212 Zuschauern seinen Titel verteidigen.

## Teilnehmer
An der UEFA Women’s Champions League 2011/12 nahmen 46 Landesmeister sowie die Vizemeister der acht stärksten Landesverbände teil. Für die Ermittlung der stärksten acht Landesverbände wurde die UEFA-Fünfjahreswertung herangezogen. Die 14 Landesmeister der stärksten Landesverbände sowie die acht Vizemeister erhielten ein Freilos und griffen erst im Sechzehntelfinale in den Wettbewerb ein. In der Vorsaison hatten sich die Vizemeister noch qualifizieren müssen. Die restlichen Landesmeister  mussten erst an einer Qualifikationsrunde teilnehmen. Erstmals meldeten Albanien und Lettland Mannschaften für den Wettbewerb.

## Modus
Zunächst spielten die Vereine aus den 32 am schlechtesten platzierten Verbänden in einer Qualifikationsrunde 10 Teilnehmer für die Hauptrunde aus, in welcher 22 weitere Vereine hinzukamen. Die Partien der Hauptrunde bis einschließlich des Halbfinales wurden in Hin- und Rückspielen ausgetragen. Die Mannschaft, die in beiden Spielen mehr Tore erzielte, zog in die nächste Runde ein. Erzielten beide Mannschaften gleich viele Tore, entschied die Anzahl der Auswärtstore. War auch die Anzahl der Auswärtstore gleich, wurde das Rückspiel verlängert. Erzielten beide Mannschaften in der Verlängerung gleich viele Tore, gewann die Auswärtsmannschaft aufgrund der mehr erzielten Auswärtstore. Wurden keine Tore erzielt, wurde die Begegnung im Elfmeterschießen entschieden. Das Finale wurde in einem Spiel entschieden. Bei einem Unentschieden folgte zunächst eine Verlängerung und dann ggf. ein Elfmeterschießen.

## Qualifikation
Die Auslosung der Qualifikation fand am 23. Juni 2011 in der UEFA-Zentrale im schweizerischen Nyon statt. Die acht Miniturniere wurden in der Zeit vom 11. bis 16. August 2011 ausgetragen. Die acht Gruppensieger und die zwei besten Gruppenzweiten qualifizieren sich für das Sechzehntelfinale, wo die gesetzten Mannschaften sowie die Vizemeister in den Wettbewerb eingreifen werden. Bei der Ermittlung der besten Zweiten wird das Spiel gegen den jeweiligen Gruppenletzten nicht berücksichtigt. Damit haben die Klubs aus Irland und Weißrussland die zweite Runde erreicht.

### Gruppe 1
Turnier in Strumica (Mazedonien).
| Pl. | Verein               | Sp. | S | U | N | Tore    | Diff. | Punkte |
| --- | -------------------- | --- | - | - | - | ------- | ----- | ------ |
| 1.  | Young Boys Bern      | 3   | 2 | 1 | 0 | 011:200 | +9    | 07     |
| 2.  | ŽFK Naše Taksi       | 3   | 2 | 0 | 1 | 008:300 | +5    | 06     |
| 3.  | PAOK Thessaloniki    | 3   | 1 | 1 | 1 | 004:200 | +2    | 04     |
| 4.  | CS Goliador Chișinău | 3   | 0 | 0 | 3 | 000:160 | −16   | 0      |

| 11. August 2011   |     |                   |
| PAOK Thessaloniki | 3:0 | Goliador Chișinău |
| Young Boys Bern   | 3:1 | ŽFK Naše Taksi    |
| 13. August 2011   |     |                   |
| PAOK Thessaloniki | 0:1 | ŽFK Naše Taksi    |
| Goliador Chișinău | 0:7 | Young Boys Bern   |
| 16. August 2011   |     |                   |
| Young Boys Bern   | 1:1 | PAOK Thessaloniki |
| ŽFK Naše Taksi    | 6:0 | Goliador Chișinău |

### Gruppe 2
Turnier in Sintra und Lissabon (Portugal).
| Pl. | Verein                | Sp. | S | U | N | Tore    | Diff. | Punkte |
| --- | --------------------- | --- | - | - | - | ------- | ----- | ------ |
| 1.  | ASA Tel-Aviv FC       | 3   | 2 | 1 | 0 | 006:200 | +4    | 07     |
| 2.  | SU 1º Dezembro        | 3   | 1 | 2 | 0 | 005:100 | +4    | 05     |
| 3.  | MTK Budapest FC       | 3   | 1 | 1 | 1 | 012:100 | +11   | 04     |
| 4.  | FK Liepājas Metalurgs | 3   | 0 | 0 | 3 | 001:200 | −19   | 0      |

| 11. August 2011       |       |                       |
| MTK Hungária FC       | 12:00 | FK Liepājas Metalurgs |
| SU 1° Dezembro        | 1:1   | ASA Tel Avivi         |
| 13. August 2011       |       |                       |
| ASA Tel Aviv          | 1:0   | MTK Hungária FC       |
| SU 1° Dezembro        | 4:0   | FK Liepājas Metalurgs |
| 16. August 2011       |       |                       |
| MTK Hungária FC       | 0:0   | SU 1° Dezembro        |
| FK Liepājas Metalurgs | 1:4   | ASA Tel Aviv          |

### Gruppe 3
Turnier in Krško und Ivančna Gorica (Slowenien).
| Pl. | Verein          | Sp. | S | U | N | Tore    | Diff. | Punkte |
| --- | --------------- | --- | - | - | - | ------- | ----- | ------ |
| 1.  | Rayo Vallecano  | 3   | 3 | 0 | 0 | 009:100 | +8    | 09     |
| 2.  | Peamount United | 3   | 2 | 0 | 1 | 012:200 | +10   | 06     |
| 3.  | Pärnu JK        | 3   | 1 | 0 | 2 | 004:100 | −6    | 03     |
| 4.  | ŽNK Krka        | 3   | 0 | 0 | 3 | 001:130 | −12   | 0      |

| 11. August 2011 |     |                 |
| Rayo Vallecano  | 1:0 | Peamount United |
| ŽNK KRKA        | 1:2 | Pärnu JK        |
| 13. August 2011 |     |                 |
| Rayo Vallecano  | 4:1 | Pärnu JK        |
| Peamount United | 7:0 | ŽNK KRKA        |
| 16. August 2011 |     |                 |
| ŽNK KRKA        | 0:4 | Rayo Vallecano  |
| Pärnu JK        | 1:5 | Peamount United |

### Gruppe 4
Turnier in Sarajevo (Bosnien und Herzegowina).
| Pl. | Verein                | Sp. | S | U | N | Tore    | Diff. | Punkte |
| --- | --------------------- | --- | - | - | - | ------- | ----- | ------ |
| 1.  | CFF Olimpia Cluj      | 3   | 3 | 0 | 0 | 012:200 | +10   | 09     |
| 2.  | SFK 2000 Sarajevo     | 3   | 2 | 0 | 1 | 007:500 | +2    | 06     |
| 3.  | Ataşehir Belediyespor | 3   | 0 | 1 | 2 | 003:900 | −6    | 01     |
| 4.  | Gintra Universitetas  | 3   | 0 | 1 | 2 | 002:800 | −6    | 01     |

| 11. August 2011       |     |                       |
| Gintra Universitetas  | 1:1 | Ataşehir Belediyespor |
| SFK 2000 Sarajevo     | 1:3 | CFF Olimpia Cluj      |
| 13. August 2011       |     |                       |
| CFF Olimpia Cluj      | 5:0 | Gintra Universitetas  |
| SFK 2000 Sarajevo     | 4:1 | Ataşehir Belediyespor |
| 16. August 2011       |     |                       |
| Gintra Universitetas  | 1:2 | SFK 2000 Sarajevo     |
| Ataşehir Belediyespor | 1:4 | CFF Olimpia Cluj      |

### Gruppe 5
Turnier in Subotica (Serbien).
| Pl. | Verein               | Sp. | S | U | N | Tore    | Diff. | Punkte |
| --- | -------------------- | --- | - | - | - | ------- | ----- | ------ |
| 1.  | Glasgow City FC      | 3   | 3 | 0 | 0 | 017:000 | +17   | 09     |
| 2.  | ŽFK Spartak Subotica | 3   | 2 | 0 | 1 | 015:600 | +9    | 06     |
| 3.  | KÍ Klaksvík          | 3   | 1 | 0 | 2 | 003:900 | −6    | 03     |
| 4.  | FC Mosta             | 3   | 0 | 0 | 3 | 000:200 | −20   | 0      |

| 11. August 2011      |       |                      |
| Glasgow City FC      | 4:0   | ŽFK Spartak Subotica |
| KÍ Klaksvík          | 1:0   | FC Mosta             |
| 13. August 2011      |       |                      |
| Glasgow City FC      | 8:0   | FC Mosta             |
| ŽFK Spartak Subotica | 4:2   | KÍ Klaksvík          |
| 16. August 2011      |       |                      |
| KÍ Klaksvík          | 0:5   | Glasgow City FC      |
| FC Mosta             | 00:11 | ŽFK Spartak Subotica |

### Gruppe 6
Turnier in Vantaa und Helsinki (Finnland).
| Pl. | Verein               | Sp. | S | U | N | Tore    | Diff. | Punkte |
| --- | -------------------- | --- | - | - | - | ------- | ----- | ------ |
| 1.  | PK-35 Vantaa         | 3   | 2 | 1 | 0 | 012:100 | +11   | 07     |
| 2.  | ŠK Slovan Bratislava | 3   | 2 | 0 | 1 | 017:100 | +16   | 06     |
| 3.  | RTP Unia Racibórz    | 3   | 1 | 1 | 1 | 009:200 | +7    | 04     |
| 4.  | KS Ada               | 3   | 0 | 0 | 3 | 000:340 | −34   | 0      |

| 11. August 2011   |       |                   |
| Unia Racibórz     | 0:1   | Slovan Bratislava |
| PK-35 Vantaa      | 10:00 | KS Ada            |
| 13. August 2011   |       |                   |
| Slovan Bratislava | 0:1   | PK-35 Vantaa      |
| Unia Racibórz     | 8:0   | KS Ada            |
| 16. August 2011   |       |                   |
| PK-35 Vantaa      | 1:1   | Unia Racibórz     |
| KS Ada            | 00:16 | Slovan Bratislava |

### Gruppe 7
Turnier in Larnaka und Limassol (Zypern).
| Pl. | Verein                     | Sp. | S | U | N | Tore    | Diff. | Punkte |
| --- | -------------------------- | --- | - | - | - | ------- | ----- | ------ |
| 1.  | Apollon Limassol LFC       | 3   | 3 | 0 | 0 | 024:100 | +23   | 09     |
| 2.  | Lehenda-SchWSM Tschernihiw | 3   | 2 | 0 | 1 | 011:200 | +9    | 06     |
| 3.  | Swansea City LFC           | 3   | 1 | 0 | 2 | 004:100 | −6    | 03     |
| 4.  | FC Progrès Niederkorn      | 3   | 0 | 0 | 3 | 000:260 | −26   | 0      |

| 11. August 2011            |       |                            |
| Lehenda-SchWSM Tschernihiw | 2:0   | Swansea City               |
| Apollon Limassol           | 14:00 | Progrès Niedercorn         |
| 13. August 2011            |       |                            |
| Lehenda-SchWSM Tschernihiw | 8:0   | Progrès Niedercorn         |
| Swansea City               | 0:8   | Apollon Limassol           |
| 16. August 2011            |       |                            |
| Apollon Limassol           | 2:1   | Lehenda-SchWSM Tschernihiw |
| Progrès Niedercorn         | 0:4   | Swansea City               |

### Gruppe 8
Turnier in Osijek und Vinkovci (Kroatien).
| Pl. | Verein                          | Sp. | S | U | N | Tore    | Diff. | Punkte |
| --- | ------------------------------- | --- | - | - | - | ------- | ----- | ------ |
| 1.  | NK Osijek                       | 3   | 2 | 1 | 0 | 007:200 | +5    | 07     |
| 2.  | FK Babrujtschanka               | 3   | 2 | 0 | 1 | 010:100 | +9    | 06     |
| 3.  | FC NSA Sofia                    | 3   | 1 | 1 | 1 | 002:400 | −2    | 04     |
| 4.  | Crusaders Newtownabbey Strikers | 3   | 0 | 0 | 3 | 001:130 | −12   | 0      |

| 11. August 2011       |     |                       |
| FK Babrujtschanka     | 7:0 | Newtownabbey Strikers |
| NSA Sofia             | 1:1 | NK Osijek             |
| 13. August 2011       |     |                       |
| NSA Sofia             | 1:0 | Newtownabbey Strikers |
| NK Osijek             | 1:0 | FK Babrujtschanka     |
| 16. August 2011       |     |                       |
| FK Babrujtschanka     | 3:0 | NSA Sofia             |
| Newtownabbey Strikers | 1:5 | NK Osijek             |

### Tabelle der Gruppenzweiten
| Pl. | Verein                     | Sp. | S | U | N | Tore    | Diff. | Punkte | Gr. |
| --- | -------------------------- | --- | - | - | - | ------- | ----- | ------ | --- |
| 1.  | Peamount United            | 2   | 1 | 0 | 1 | 005:200 | +3    | 03     | 3   |
| 2.  | FK Babrujtschanka          | 2   | 1 | 0 | 1 | 003:100 | +2    | 03     | 8   |
| 3.  | SFK 2000 Sarajevo          | 2   | 1 | 0 | 1 | 005:400 | +1    | 03     | 4   |
| 4.  | Lehenda-SchWSM Tschernihiw | 2   | 1 | 0 | 1 | 003:200 | +1    | 03     | 7   |
| 5.  | ŠK Slovan Bratislava       | 2   | 1 | 0 | 1 | 001:100 | ±0    | 03     | 6   |
| 6.  | ŽFK Naše Taksi             | 2   | 1 | 0 | 1 | 002:300 | −1    | 03     | 1   |
| 7.  | ŽFK Spartak Subotica       | 2   | 1 | 0 | 1 | 004:600 | −2    | 03     | 5   |
| 8.  | SU 1º Dezembro             | 2   | 0 | 2 | 0 | 001:100 | ±0    | 02     | 2   |

## Finalrunden

### Sechzehntelfinale
Im Sechzehntelfinale griffen die Vertreter der stärksten Verbände sowie der Titelverteidiger in den Wettbewerb ein. Die Auslosung erfolgte am 23. August 2011 in Nyon. Die Hinspiele fanden am 28. und 29. September, die Rückspiele am 5. und 6. Oktober 2011 statt. Die gesetzten Mannschaften hatten im Rückspiel Heimrecht.
|                      | Gesamt |                         | Hinspiel | Rückspiel |
| -------------------- | ------ | ----------------------- | -------- | --------- |
| Apollon Limassol LFC | 3:4    | Sparta Prag             | 2:2      | 1:2       |
| CFF Olimpia Cluj     | 00:12  | Olympique Lyon          | 0:9      | 0:3       |
| Standard Lüttich     | 4:5    | Brøndby IF              | 0:2      | 4:3       |
| ASA Tel-Aviv FC      | 2:5    | Sassari Torres CF       | 0:2      | 2:3       |
| Þór/KA               | 02:14  | 1. FFC Turbine Potsdam  | 0:6      | 2:8       |
| Glasgow City FC      | 4:1    | Valur Reykjavík         | 1:1      | 3:0       |
| Bristol Academy      | 3:5    | Energija Woronesch      | 1:1      | 2:4       |
| FC Twente Enschede   | 0:3    | FK Rossijanka           | 0:2      | 0:1       |
| PK-35 Vantaa         | 1:7    | Rayo Vallecano          | 1:4      | 0:3       |
| FK Babrujtschanka    | 00:10  | Arsenal LFC             | 0:4      | 0:6       |
| YB Frauen            | 1:5    | Fortuna Hjørring        | 0:3      | 1:2       |
| NK Osijek            | 00:11  | Kopparbergs/Göteborg FC | 0:4      | 0:7       |
| CSHVSM Almaty        | 2:6    | SV Neulengbach          | 2:1      | 0:5       |
| UPC Tavagnacco       | 2:6    | LdB FC Malmö            | 2:1      | 0:5       |
| Stabæk FK            | 2:4    | 1. FFC Frankfurt        | 1:0      | 1:4       |
| Peamount United      | 0:5    | Paris Saint-Germain     | 0:2      | 0:3       |

### Achtelfinale
Von den ungesetzten Mannschaften erreichte nur der Glasgow City FC das Achtelfinale und traf auf den deutschen Meister 1. FFC Turbine Potsdam. Die Auslosung – ohne Setzungen – erfolgte am 23. August 2011 in Nyon. Die Hinspiele fanden am 2. und 3., die Rückspiele am 9. und 10. November 2011 statt.
|                        | Gesamt |                         | Hinspiel | Rückspiel |
| ---------------------- | ------ | ----------------------- | -------- | --------- |
| Sparta Prag            | 00:12  | Olympique Lyon          | 0:6      | 0:6       |
| Brøndby IF             | 5:2    | Sassari Torres CF       | 2:1      | 3:1       |
| 1. FFC Turbine Potsdam | 17:00  | Glasgow City FC         | 10:00    | 7:0       |
| Energija Woronesch     | 3:7    | FK Rossijanka           | 0:4      | 3:3       |
| Rayo Vallecano         | 2:6    | Arsenal LFC             | 1:1      | 1:5       |
| Fortuna Hjørring       | 2:4    | Kopparbergs/Göteborg FC | 0:1      | 2:3       |
| SV Neulengbach         | 1:4    | LdB FC Malmö            | 1:3      | 0:1       |
| 1. FFC Frankfurt       | 4:2    | Paris Saint-Germain     | 3:0      | 1:2       |

### Viertelfinale
Die Auslosung von Viertel- und Halbfinale erfolgte, erneut ohne Setzungen, am 17. November 2011 in Nyon. Die Hinspiele finden am 14./15., die Rückspiele am 21./22. März 2012 statt.
|                        | Gesamt |                         | Hinspiel | Rückspiel |
| ---------------------- | ------ | ----------------------- | -------- | --------- |
| Olympique Lyon         | 8:0    | Brøndby IF              | 4:0      | 4:0       |
| 1. FFC Turbine Potsdam | 5:0    | FK Rossijanka           | 2:0      | 3:0       |
| Arsenal LFC            | 3:2    | Kopparbergs/Göteborg FC | 3:1      | 0:1       |
| LdB FC Malmö           | 1:3    | 1. FFC Frankfurt        | 1:0      | 0:3       |

### Halbfinale
Die Hinspiele finden am 15., die Rückspiele am 21. (1. FFC Frankfurt gegen FC Arsenal) bzw. am 22. April 2012 (Turbine Potsdam gegen Olympique Lyon) statt.
|                | Gesamt |                        | Hinspiel | Rückspiel |
| -------------- | ------ | ---------------------- | -------- | --------- |
| Olympique Lyon | 5:1    | 1. FFC Turbine Potsdam | 5:1      | 0:0       |
| Arsenal LFC    | 1:4    | 1. FFC Frankfurt       | 1:2      | 0:2       |

### Finale

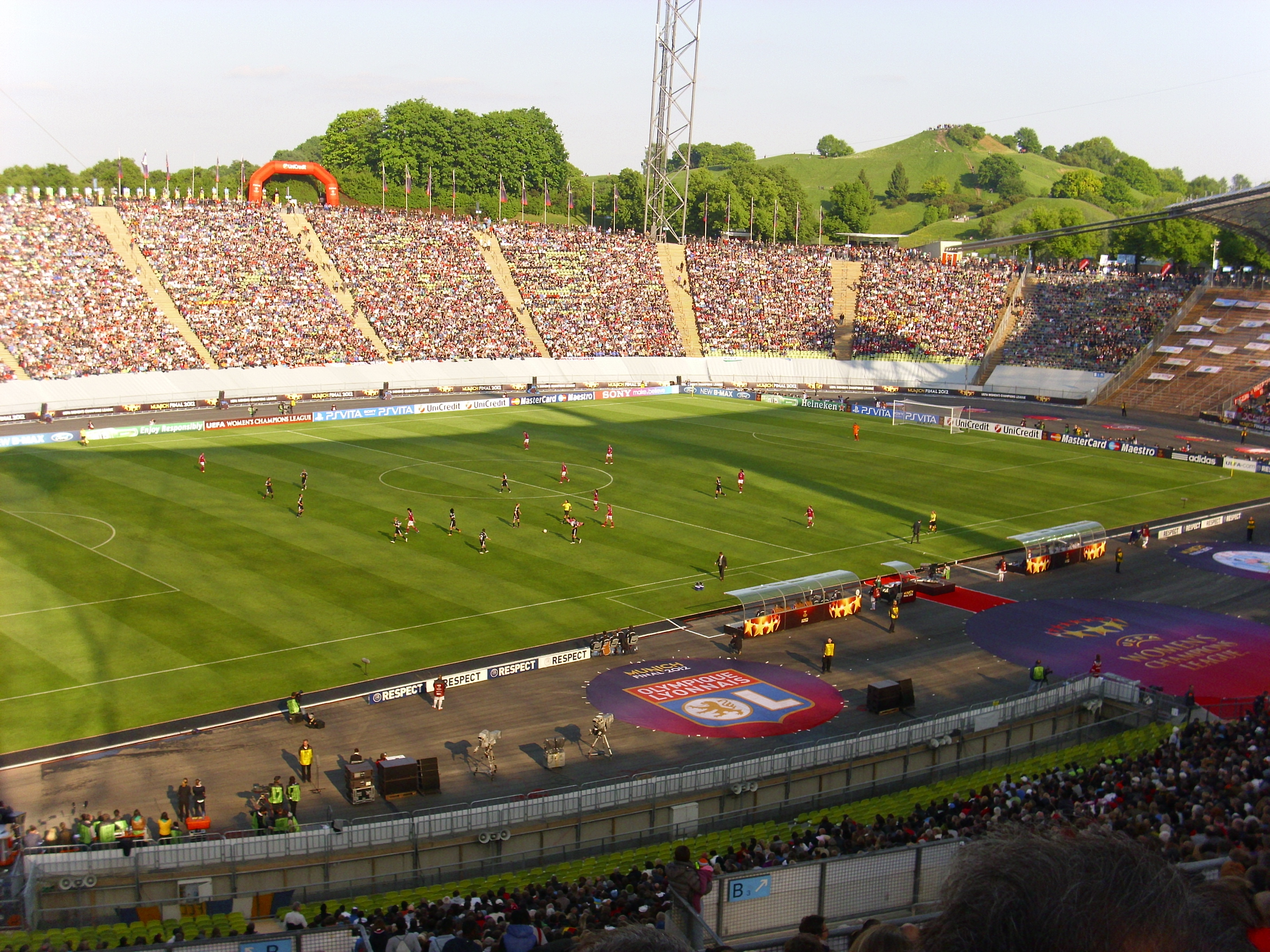
Totale des Endspiels

| Olympique Lyon                                  | Olympique Lyon | 1. FFC Frankfurt | 1. FFC Frankfurt | Aufstellung                                       |
| ----------------------------------------------- | --- | --- | ---------------- | ------------------------------------------------- |
| Olympique Lyon                                  | \| 17. Mai 2012 in München (Olympiastadion)[5] \| \| Ergebnis: 2:0 (2:0) \| \| Zuschauer: 50.212 \| \| Schiedsrichterin: Jenny Palmqvist ( Schweden) 1 \| | \| 17. Mai 2012 in München (Olympiastadion)[5] \| \| Ergebnis: 2:0 (2:0) \| \| Zuschauer: 50.212 \| \| Schiedsrichterin: Jenny Palmqvist ( Schweden) 1 \| | 1. FFC Frankfurt | Aufstellung Olympique Lyon gegen 1. FFC Frankfurt |
| Olympique Lyon                                  | Sarah Bouhaddi – Corine Franco, Wendie Renard, Sabrina Viguier, Sonia Bompastor – Amandine Henry, Shirley Cruz Traña, Camille Abily, Louisa Nécib (49. Lara Dickenmann) – Lotta Schelin (88. Ami Ōtaki), Eugénie Le Sommer (66. Rosana) Cheftrainer: Patrice Lair | Desirée Schumann – Meike Weber (61. Ria Percival), Saskia Bartusiak, Gina Lewandowski, Sara Thunebro – Kerstin Garefrekes, Saki Kumagai, Melanie Behringer, Sandra Smisek (84. Jessica Landström) – Dzsenifer Marozsán, Svenja Huth (64. Ana Maria Crnogorčević) Cheftrainer: Sven Kahlert | 1. FFC Frankfurt | Aufstellung Olympique Lyon gegen 1. FFC Frankfurt |
| Olympique Lyon                                  | 1:0 Le Sommer (15., FE) 2:0 Abily (28.) | | 1. FFC Frankfurt | Aufstellung Olympique Lyon gegen 1. FFC Frankfurt |
| Olympique Lyon                                  | Henry (90.+1') | | 1. FFC Frankfurt | Aufstellung Olympique Lyon gegen 1. FFC Frankfurt |
| 17. Mai 2012 in München (Olympiastadion)        | | |                  |                                                   |
| Ergebnis: 2:0 (2:0)                             | | |                  |                                                   |
| Zuschauer: 50.212                               | | |                  |                                                   |
| Schiedsrichterin: Jenny Palmqvist ( Schweden) 1 | | |                  |                                                   |

## Beste Torschützinnen
Nachfolgend sind die erfolgreichsten Torschützinnen dieser Champions-League-Saison (einschließlich Qualifikation) aufgeführt. Die Sortierung erfolgt nach Anzahl ihrer Treffer und bei gleicher Toranzahl alphabetisch.
| Rang | Spielerin                | Klub                   | Tore |
| ---- | ------------------------ | ---------------------- | ---- |
| 1    | Camille Abily            | Olympique Lyon         | 9    |
|      | Eugénie Le Sommer        | Olympique Lyon         | 9    |
| 3    | Anja Mittag              | 1. FFC Turbine Potsdam | 7    |
|      | Yūki Nagasato            | 1. FFC Turbine Potsdam | 7    |
|      | Laura Rus                | Apollon Limassol LFC   | 7    |
| 6    | Jelena Čubrilo           | FK Spartak Subotica    | 6    |
|      | Nevena Damjanović        | ŽFK Spartak Jaffa      | 6    |
|      | Jennifer Hermoso         | Rayo Vallecano         | 6    |
|      | Lise Overgaard Munk      | Brøndby IF             | 6    |
| 10   | Cosmina Dușa             | CFF Olimpia Cluj       | 5    |
|      | Dana Fecková             | ŠK Slovan Bratislava   | 5    |
|      | Liliana Kostova          | Apollon Limassol LFC   | 5    |
|      | Hayley Lauder            | Apollon Limassol LFC   | 5    |
|      | Natalia Pablos           | Rayo Vallecano         | 5    |
|      | Sara Björk Gunnarsdóttir | LdB FC Malmö           | 5    |
|      | Lotta Schelin            | Olympique Lyon         | 5    |